# Serrivomer danae
Serrivomer danae is een straalvinnige vissensoort uit de familie van zaagtandalen (Serrivomeridae). De wetenschappelijke naam van de soort is voor het eerst geldig gepubliceerd in 1924 door Roule & Bertin.